# Koprivnica (Kakanj, BiH)
Koprivnica je naseljeno mjesto u općini Kakanj, Federacija Bosne i Hercegovine, BiH.

## Stanovništvo

### 1991.
Nacionalni sastav stanovništva 1991. godine, bio je sljedeći:
ukupno: 267
- Muslimani - 266
- Jugoslaveni - 1

### 2013.
Nacionalni sastav stanovništva 2013. godine, bio je sljedeći:
ukupno: 243
- Bošnjaci - 233
- ostali, neopredijeljeni i nepoznato - 10